# Карвер, Джон Генри
Джон Генри Карвер (англ. John Henry Carver) — австралийский физик-теоретик, астрофизик и специалист по ядерной физике. Благодаря его вкладу Австралия стала седьмой страной в мире, создавшей искусственный спутник Земли, и четвёртой страной, запустившей его в космос со своей территории.

## Биография
Джон Генри Карвер родился на юго-востоке Австралии, в городе Хомбуш, в семье потомков английских джентльмен-фермеров. Во время учёбы в школе он добился больших успехов, за что при выпуске получил стипендию, позволившую ему оплатить обучение в Сиднейском университете. В первые годы учёбы в вузе Карвер сделал упор на изучение математики и физики, на третий год к ним добавились курсы по изучению газовых разрядов, которые вёл физик Виктор Бэйли и курсы по атомной и молекулярной физике под руководством Ричарда Мэкинсона. Посещение занятий у Бэйли и Мэкинсона привело к тому, что уже за университетской скамьёй Джон Карвер написал свою первую научную статью, которая была опубликована в журнале Nature.

### Исследования физики
В университете Карвер загорелся желанием получить учёную степень по физике, однако процедура присвоения PhD в Австралии находилась в зачаточном состоянии и тогда он решил подать заявку на получение стипендии для обучения за рубежом. Спустя некоторое время его заявка была одобрена Австралийским национальным университетом (ANU) и Карвер, приняв на себя обязательство стать штатным сотрудником ANU после обучения за границей, в 1949 году отправился в Великобританию. По совету Виктора Бэйли он поступил в Кембриджский университет, где выбрал своим научным руководителем физика Дэниса Уилкинсона. Вместе Карвер и Уилкинсон провели ряд исследований сосредоточенных на измерении
энергетической зависимости фоторасщепления
дейтрона как средства определения эффективного
диапазона ядерного взаимодействия триплета нейтрон-протон. В ходе этих исследований Карвер выявил существование ранее неизвестного науке ядерного явления, а именно «гигантского дипольного резонанса», открытие которого сразу же привлекло внимание физиков по всему миру.
В 1953 году после получения степени PhD в Кембридже, Джон Карвер вернулся в Австралию, где по заключённой ранее договорённости устроился в Австралийский национальный институт. На новом месте он занял должность научного сотрудника на кафедре ядерной физики. Кафедра стала местом, где Карвер начал исследования фотораспада в качестве способа изучения как свойств остаточных ядер, которые
были продуктом распадов, так и свойств исходных целевых ядер, в основном с использованием активации. В ходе своих изысканий он разработал широкий спектр методов для обнаружения низко- и высокоэнергетических γ-
лучей и β-частиц
включая, что необычно для того времени, совпадения γ-γ. Это привело к наблюдению коллективных вращательных полос в ядре, что являлось одним из первых случаев лабораторного наблюдения явления, которое в конечном итоге привело к созданию единой ядерной модели, разработанной датскими физиками Нильсом Бором и Бенджамином Моттельсоном в конце 1950-х годов.

### Работа над спутником

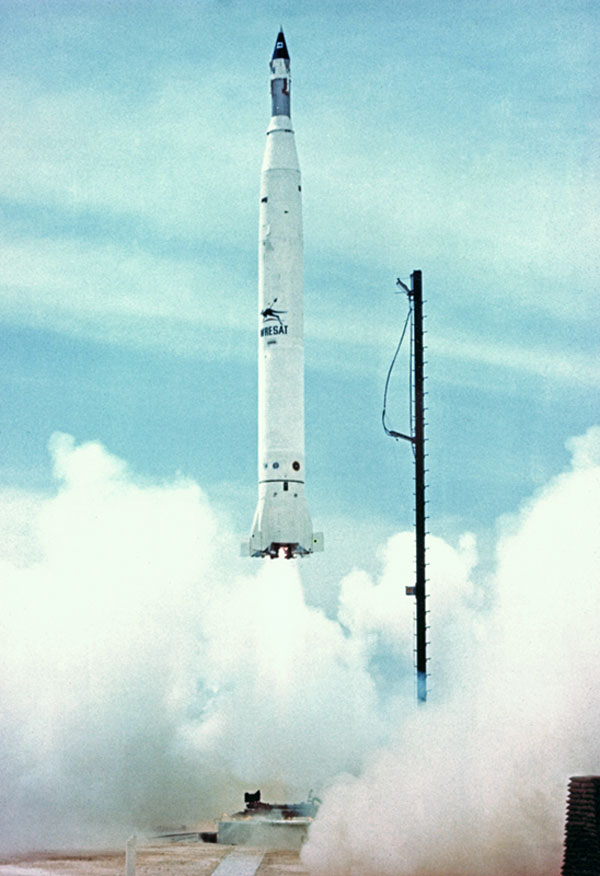
Старт ракеты со спутником WRESAT с космодрома Вумера

В начале 1960-х годов Карвер получил назначение в Аделаидский университет, где сменил направление деятельности с ядерной физики на астрофизику. В рамках работы над своими проектами Карвер установил тесные связи с научно-оборонной организацией Weapons Research Establishment (WRE) и специалистами с космодрома Вумера. На площадке последнего в 1960 году власти США предложили своим австралийским коллегам совместными усилиями произвести космический запуск австралийского исследовательского спутника, но их предложение было отклонено, ввиду незаинтересованности. Спустя несколько лет, обосновавшемуся в Аделаиде и заинтересованному в работе над космическими аппаратами Джону Карверу удалось убедить все стороны всё-таки дать старт двусторонней программе по запуску искусственного спутника Земли. Изначально, спутник сконструированный специалистами из WRE, планировалось доставить на околоземную орбиту на небольшой австралийской ракете «High Altitude Development», хотя Карвер также проводил исследования на случай запуска спутника другим носителем, а именно ракетой «Long Tom». Однако в конце 1966 года США для этой миссии предоставили австралийским учёным ракету семейства «Redstone», на которой 29 ноября 1967 года первый австралийский спутник WRESAT был успешно запущен на околоземную орбиту.